# مايكل هيزلتاين
مايكل راي ديبدين هيزلتاين أو البارون هيزلتاين (21 مارس 1933)، برلماني بريطاني ورجل أعمال. بدأ حياته المهنية كمطور عقارات وأصبح أحد مؤسسي دار نشر هايماركت. خدم هيزلتاين كعضو محافظ في البرلمان البريطاني منذ عام 1966 وحتى عام 2001. كان شخصية بارزة في حكومات مارغريت ثاتشر وجون ميجر، وخدم كنائب رئيس الوزراء وسكرتير الدولة الأول تحت إدارة ميجر.
دخل هيزلتاين الحكومة عام 1979 كوزير للبيئة، إذ دعم حملة «الحق في الشراء» الذي سمحت للناس بشراء منازلهم التابعة للحكومة. كان عارفًا بمجال الإعلام ووزيرًا له حضور، رغم أنه كان على خلاف مع ثاتشر أحيانًا بشأن القضايا الاقتصادية. كان أحد أبرز «المهادنين» المؤيدين لنظريات «محافظية الأمة الواحدة»، واشتهر بدعمه لإعادة إحياء مدينة ليفربول في أوائل الثمانينيات عندما واجهت خطر الانهيار الاقتصادي، ما جعله خليقًا بجائزة فريمان أف ذا سيتي أف ليفربول عام 2012. كما خدم كوزير للدفاع منذ عام 1983 إلى 1986، وكان له دور كبير في المعركة السياسية ضد حملة نزع السلاح النووي. استقال من الحكومة عام 1986 بسبب قضية ويستلاند وعاد إلى المقاعد الخلفية.
أصبح هيزلتاين ناقدًا صريحًا لثاتشر، في الغالب بسبب آرائها الشكوكية الأوروبية ونهجها التصادمي في البرلمان. تحدى هيزلتاين ثاتشر في رئاسة حزب المحافظين، بعد خطاب استقالة جيوفري هاو في نوفمبر 1990، وحصل على نتائج جيدة منعت فوزها المطلق في الجولة الأولى. خسر هيزلتاين أمام جون ميجر في الجولة الثانية، واستقالت ثاتشر لاحقًا، ولكن عاد إلى الحكومة في منصبه السابق كوزير للبيئة عندما أصبح ميجر رئيسًا للوزراء.
عُين هيزلتاين رئيسًا للمجلس التجاري ووزيرًا للتجارة والصناعة بعد الانتخابات العامة في 1992، إذ كان حليفًا رئيسيًا لميجر. دعم ميجر عندما حدث تحدي قيادته في عام 1995، ورُقي إلى نائب رئيس الوزراء وأول وزير في الحكومة مقابل ذلك الدعم. رفض التقدم لرئاسة الحزب بعد هزيمة ميجر في الانتخابات العامة عام 1997، وخدم في مجلس الظل لميجر كنائب لزعيم المعارضة، ونائب المستشار المالي لدوق لانكستر، ووزير الدولة للتجارة والصناعة أثناء إجراء انتخابات القيادة لخلافته.
مُنح هيزلتاين اللقب الفخري الدائم في عام 2001 وظل مدافعًا صريحًا عن الحداثة داخل الحزب. استمر في التدخل في الشأن السياسي، معترضًا على انسحاب المملكة المتحدة من الاتحاد الأوروبي ومنتقدًا بوريس جونسون بعد نتيجة استفتاء بقاء المملكة المتحدة ضمن الاتحاد الأوروبي 2016. عُلقت عضويته في الحزب عام 2019، بعدما قال إنه سيصوت لصالح الديمقراطيين الليبراليين، بدلًا من الحزب المحافظ في الانتخابات الأوروبية لعام 2019.

## أكسفورد
عمل هيزلتاين لفترة وجيزة كمتطوع في انتخابات عام 1951، قبل أن يلتحق بكلية بيمبروك في أكسفورد. أسس أثناء وجوده هناك، نادي بلو ريبون كلاب بعد أن شعر بالإحباط بسبب عدم انتخابه في لجنة جمعية أكسفورد للمحافظين. شن حملات انتخابية بين العمال عند بوابات حوض بناء السفن في مدينة فيرنيس، إلى جانب زملائه الجامعيين قاي أرنولد وجوليان كريتشلي ومارتن مورتون. روى جوليان كريتشلي قصة من أيامه الجامعية عن كيف خطط لمستقبله على ظهر ظرف، مستقبل من شأنه أن يُتوج بكونه رئيسًا للوزراء في التسعينيات. يُوجد نسخة أطول من هذه القصة تدعي أنه كتب: «مليونير في سن 25، عضو في مجلس الوزراء في سن 35، زعيم الحزب في سن 45، رئيس الوزراء في سن 55». أصبح مليونيرًا وكان عضوًا في مجلس الظل منذ سن 41، لكنه لم يصبح زعيمًا للحزب أو رئيسًا للوزراء.
يروي كاتبا سيرته الذاتية مايكل كريك وجوليان كريتشلي (الذي كان معاصرًا لهيزلتاين في مدرسة بروكهورست الإعدادية) كيف أنه على الرغم من عدم امتلاكه موهبة فطرية في الخطابة العامة، أصبح خطيبًا مفوهًا من خلال بذل الكثير من الجهد، عن طريق ممارسة خطبه أمام المرآة، والاستماع إلى تسجيلات صوتية لخطابات مدير التلفزيون تشارلز هيل، كما أخذ دروسًا في تدريب الصوت عند زوجة أحد القساوسة. (كان خطاب هيزلتاين في المؤتمر السنوي للحزب المحافظ، في السبعينيات والثمانينيات من القرن الماضي، غالبًا ما يكون أبرز ما في المؤتمر، على الرغم من أن آرائه كانت مخالفة للزعيمة آنذاك مارجريت ثاتشر). انتُخب في النهاية في لجنة المكتبة في اتحاد أكسفورد لفصل الربيع 1953. تسجل محاضرات اتحاد أكسفورد بعد مناقشة في 12 فبراير 1953 أنه «يجب على السيد هيزلتاين أن يحذر من التكلف في نبرة الصوت والتنميق المحسوب المصاحب للتمثيل المسرحي الواعي. هذا كل ما يمكننا قوله لأنه يمتلك عدا ذلك مقومات خطيب من الدرجة الأولى».
انتُخب هيزلتاين في اللجنة الدائمة في اتحاد أكسفورد لفصل الصيف 1953. عارض في 30 أبريل 1953 إنشاء الاتحاد الأوروبي الغربي (معاهدة الدفاع الأوروبية)، ليس لأكثر من أنها قد تثير استياء الاتحاد السوفيتي بعد «التغيير المفترض في مواقفه الأخيرة» (أي بعد وفاة ستالين). دعا في 4 يونيو 1953 إلى تطوير الكومنولث البريطاني كقوة ثالثة كبرى في العالم (بعد الولايات المتحدة والاتحاد السوفيتي). رشح نفسه للرئاسة في نهاية ذلك الفصل الصيفي ولم يفز، لكنه أصبح بدلًا من ذلك في أعلى مكان في اللجنة. خدم في أعلى منصب في اللجنة في سنته الثالثة (1953-1954)، ثم كسكرتير، وأخيرًا كأمين الصندوق. حاول بمنصبه الجديد حل مشكلات الاتحاد المالية ليس من خلال خفض التكاليف ولكن من خلال سياسة «اتحاد أكثر إشراقًا»، التي آتت أكلها في النهاية، لجذب المزيد من الطلاب إلى الطعام والشراب، وتحويل أقبية الاتحاد إلى قاعات تنعقد فيها المناسبات. استقال عضو الاتحاد الأكبر (دون الجامعة إذ كان حريًا بكل لجنة تعيين واحد) احتجاجًا على ما اعتبره إسرافًا، وحل محله الشاب موريس شوك.
انتُخب هيزلتاين رئيسًا لاتحاد أكسفورد للفصل الدراسي الأول 1954 في نهاية فصل الصيف، على أساس إدارته الرشيدة للأعمال. انضم هيزلتاين، بمساعدة زملائه في الاتحاد جيريمي إيزاك وأنتوني هوارد، رئيس الاتحاد والرئيس المنتخب آنذاك للنادي العمالي بجامعة أكسفورد، لفترة لم تطل، إلى مجموعة احتجاج ضد اختبار حكومة المحافظين للقنبلة الهيدروجينية. لم يذاكر كثيرًا في الجامعة، واجتاز امتحاناته النهائية بمساعدة الأصدقاء في الدقائق الأخيرة. وصفته الأستاذة نيفيل وارد بيركنز، بعد تخرجه بدرجة ثانية في الفلسفة والسياسة والاقتصاد، بأنه «انتصار كبير وغير مستحق». سُمح له بالبقاء لمدة فصل دراسي إضافي ليعمل كرئيس للاتحاد.
افتُتحت أقبية الاتحاد في 30 أكتوبر 1954، وأقنع هيزلتاين الزائرين ليدي دوكر والسيد بيرنارد بالمساهمة في التكلفة الكبيرة. تضمنت المناقشات التي ترأسها مواضيع كالرقابة على الفنون (لم يصوت أحد)، والترحيب بتراجع الإمبريالية البريطانية (هزيمة بـ281 صوت مقابل 381) والدعوة إلى «تغيير في مبادئ وممارسات النقابات العمالية البريطانية» (فوز بـ358 صوت مقابل 200). تضمن المتحدثون الضيوف في ذلك الفصل راجاني بالمه دوت، وليدي فيوليت بونهام كارتر، ومديره السابق جون وولفيندين وجاكوب برونوفسكي، بينما ألقى أنورين بيفان خطابًا في اجتماع مكتظ بالأعضاء في النادي العمالي، الذي يترأسه أنتوني هوارد، في غرفة الاتحاد.